# Geoemydinae
Sous-famille
Les Geoemydinae sont une sous-famille de tortues. Elle a été décrite par William Theobald en 1868.

## Répartition
Les espèces de cette sous-famille se rencontrent sur tous les continents.

## Liste des genres
Selon TFTSG (9 janvier 2013) :
- genre Batagur Gray, 1856
- genre Cuora Gray, 1856
- genre Cyclemys Bell, 1834
- genre Geoclemys Gray, 1856
- genre Geoemyda Gray, 1834
- genre Hardella Gray, 1870
- genre Heosemys Stejneger, 1902
- genre Leucocephalon McCord, Iverson, Spinks & Shaffer, 2000
- genre Malayemys Lindholm, 1931
- genre Mauremys Gray, 1869
- genre Melanochelys Gray, 1869
- genre Morenia Gray, 1870
- genre Notochelys Gray, 1863
- genre Orlitia Gray, 1873
- genre Pangshura Gray, 1856
- genre Sacalia Gray, 1870
- genre Siebenrockiella Lindholm, 1929
- genre Vijayachelys Praschag, Schmidt, Fritzsch, Müller, Gemel & Fritz, 2006

## Publication originale
- Theobald, 1868 : Catalogue of reptiles in the museum of the Asiatic Society of Bengal. Journal of the Asiatic Society, Calcutta, extra number 146, p. 7-88.